# Knut Blomquist
Knut Blomquist, född 30 mars 1868 i Åkers församling, Södermanlands län, död 22 februari 1955 i Linköping,  var en svensk fångvårdsdirektör.
Blomquist blev lärare vid Kronoarbetsskolan vid Vaxholm 1889, ledamot av fångvårdsstyrelsen 1890, direktör vid länsfängelset i Kristianstad 1895, samt 1902 tillförordnad och 1917 ordinarie direktör över uppfostringsanstalten i Bona. Han blev 1918 tvångsuppfostringssakkunnig och 1921 fångvårdssakkunnig för regeringen. Från 1925 var han även sakkunnig i driften av Anstalten Hall.